# Сан Мартино-Платано (Верона)
Сан Мартино-Платано је насеље у Италији у округу Верона, региону Венето.
Према процени из 2011. у насељу је живело 149 становника. Насеље се налази на надморској висини од 288 м.